# Medetera turkmenorum
Medetera turkmenorum är en tvåvingeart som först beskrevs av Stackelberg 1937.  Medetera turkmenorum ingår i släktet Medetera och familjen styltflugor. Inga underarter finns listade i Catalogue of Life.